# Ergebnisse der Kommunalwahlen in Hoyerswerda
- Linke: 2
- SPD: 4
- Grüne: 1
- AH: 4
- FW: 2
- CDU: 7
- KBH: 1
- AfD: 9

In den folgenden Listen werden die Ergebnisse der Kommunalwahlen in Hoyerswerda aufgelistet. Es werden im ersten Teil die Ergebnisse der Stadtratswahlen ab 1990 angegeben. Im zweiten Teil stehen die Ortschaftsratswahlergebnisse ab 1994.
Es werden nur diejenigen Parteien und Wählergruppen aufgelistet, die bei wenigstens einer Wahl mindestens zwei Prozent der gültigen Stimmen erhalten haben. Bei mehrmaligem Überschreiten dieser Grenze werden auch Ergebnisse ab einem Prozent aufgeführt. Das Feld der Partei, die bei der jeweiligen Wahl die meisten Stimmen bzw. Sitze erhalten hat, ist farblich gekennzeichnet.

## Parteien
- AfD: Alternative für Deutschland
- B’90/Grüne: Bündnis 90/Die Grünen → Grüne
- CDU: Christlich Demokratische Union Deutschlands
  - 1990 als: Christlich-Demokratische Union Deutschlands (DDR)
- DSU: Deutsche Soziale Union
- FDP: Freie Demokratische Partei
  - 1990 als B.F.D.: Bund Freier Demokraten
- Grüne: B’90/Grüne
  - 1990 als Grüne Partei in der DDR (Grüne Partei)
- Linke: Die Linke
  - bis 2004: PDS
- NPD: Nationaldemokratische Partei Deutschlands
- PDS: Partei des Demokratischen Sozialismus → Linke
- SPD: Sozialdemokratische Partei Deutschlands
  - 1990 als: Sozialdemokratische Partei in der DDR

## Wählergruppen
- AH: Aktives Hoyerswerda
- DFD: Demokratischer Frauenbund Deutschlands
- fdj: Freie Deutsche Jugend
- FFWZ: Freiwillige Feuerwehr Zeißig
- FW StZ: Freie Wähler StadtZukunft
- JZ: Jugend Zeißig
- KBH: Konservatives Bürgerbündnis Hoyerswerda
- KVZ: Kulturverein Zeißig
- SVZ: Sportverein Zeißig
- WI B/M: Wählerinitiative Bröthen/Michalken
- WVD: Wählervereinigung Dörgenhausen
- WV FFWS: Wählervereinigung Freiwillige Feuerwehr Schwarzkollm
- WVK: Wählervereinigung Knappenrode
- WVS: Wählervereinigung Dorfclub Schwarzkollm
- WVZ: Wählervereinigung Zeißig

## Abkürzung
- Ezb.: Einzelbewerber
- Wbt.: Wahlbeteiligung

## Stadtratswahlen
Stimmenanteile der Parteien in Prozent
| Jahr   | Wbt. | AfD  | CDU  | SPD  | AH   | Linke | FW StZ | Grüne | KBH | NPD | FDP |
| ------ | ---- | ---- | ---- | ---- | ---- | ----- | ------ | ----- | --- | --- | --- |
| 119901 | 58,9 |      | 29,0 | 24,2 |      | 26,6  |        | 3,9   |     |     | 7,7 |
| 219942 | 60,9 |      | 26,7 | 26,4 |      | 35,4  |        | 4,2   |     |     | 5,1 |
| 1999   | 43,4 |      | 35,7 | 22,8 |      | 34,1  |        | 2,3   |     |     | 4,4 |
| 2004   | 38,3 |      | 28,1 | 15,4 |      | 30,3  | 18,2   | 2,4   |     |     | 5,6 |
| 2009   | 37,8 |      | 32,7 | 14,6 |      | 26,9  | 14,9   | 2,3   |     | 3,2 | 5,4 |
| 2014   | 39,3 |      | 29,8 | 13,2 | 8,2  | 25,0  | 16,2   | 1,3   |     | 4,4 | 1,9 |
| 2019   | 54,8 | 26,4 | 20,6 | 13,3 | 8,5  | 17,2  | 10,3   | 3,8   |     |     |     |
| 2024   | 60,3 | 30,5 | 22,2 | 12,0 | 11,3 | 7,9   | 7,6    | 4,4   | 4,2 |     |     |

Sitzverteilung
| Jahr   | Gesamt | AfD | CDU | SPD | AH | Linke | FW StZ | Grüne | KBH | NPD | FDP |
| ------ | ------ | --- | --- | --- | -- | ----- | ------ | ----- | --- | --- | --- |
| 319903 | 70     |     | 20  | 17  |    | 18    |        | 3     |     |     | 5   |
| 1994   | 42     |     | 12  | 11  |    | 16    |        | 1     |     |     | 2   |
| 1999   | 42     |     | 15  | 10  |    | 15    |        | 1     |     |     | 1   |
| 2004   | 30     |     | 9   | 5   |    | 10    | 5      |       |     |     | 1   |
| 2009   | 30     |     | 10  | 4   |    | 9     | 5      |       |     | 1   | 1   |
| 2014   | 30     |     | 10  | 4   | 2  | 8     | 5      |       |     | 1   |     |
| 2019   | 30     | 8   | 7   | 4   | 2  | 5     | 3      | 1     |     |     |     |
| 2024   | 30     | 9   | 7   | 4   | 4  | 2     | 2      | 1     | 1   |     |     |

Fußnote
1 1990: zusätzlich: DSU: 6,0 %, DFD: 2,0 % und fdj: 0,6 %

2 1994: zusätzlich: DSU: 2,2 %

3 1990: zusätzlich: DSU: 4 Sitze, DFD: 2 Sitze und fdj: 1 Sitz

## Ortschaftsratswahlen

### Bröthen-Michalken
Stimmenanteile der Parteien in Prozent
| Jahr | Wbt. | WI B/M | CDU  | FDP | SPD  | Linke |
| ---- | ---- | ------ | ---- | --- | ---- | ----- |
| 1994 | 79,8 | 91,8   |      |     |      | 8,2   |
| 1999 | 62,2 | 56,5   |      |     | 43,5 |       |
| 2004 | 50,0 | 100    |      |     |      |       |
| 2009 | 44,6 | 86,2   | 10,2 | 3,6 |      |       |
| 2014 | 49,7 | 99,9   |      |     |      |       |
| 2019 | 69,4 | 99,7   |      |     |      |       |
| 2024 | 73,6 | 99,9   |      |     |      |       |

Sitzverteilung
| Jahr | Gesamt | WI B/M | SPD |
| ---- | ------ | ------ | --- |
| 1994 | 7      | 7      |     |
| 1999 | 10     | 6      | 4   |
| 2004 | 7      | 7      |     |
| 2009 | 7      | 7      |     |
| 2014 | 7      | 7      |     |
| 2019 | 7      | 7      |     |
| 2024 | 7      | 7      |     |

### Dörgenhausen
Stimmenanteile der Parteien in Prozent
| Jahr | Wbt. | WVD  | CDU  | Linke | SPD  |
| ---- | ---- | ---- | ---- | ----- | ---- |
| 1999 | 63,4 | 19,2 | 45,4 | 23,3  | 12,2 |
| 2004 | 52,6 | 30,4 | 49,8 | 11,6  | 8,2  |
| 2009 | 48,3 | 52,4 | 47,6 |       |      |
| 2014 | 44,6 | 93,2 |      |       |      |
| 2019 | 60,8 | 90,1 |      |       |      |
| 2024 | 64,6 | 83,6 | 16,4 |       |      |

Sitzverteilung
| Jahr | Gesamt | WVD | CDU | Linke | SPD | Ezb. |
| ---- | ------ | --- | --- | ----- | --- | ---- |
| 1999 | 10     | 2   | 5   | 2     | 1   |      |
| 2004 | 7      | 2   | 4   | 1     |     |      |
| 2009 | 7      | 4   | 3   |       |     |      |
| 2014 | 7      | 5   |     |       |     | 2    |
| 2019 | 7      | 5   |     |       |     | 2    |
| 2024 | 7      | 6   | 1   |       |     |      |

### Knappenrode
Stimmenanteile der Parteien in Prozent
| Jahr | Wbt. | WVK   | Linke | CDU | SPD | EV  |
| ---- | ---- | ----- | ----- | --- | --- | --- |
| 1994 | 72,4 |       | 94,2  |     |     | 5,8 |
| 1999 | 61,4 | 59,1  | 38,1  |     | 2,8 |     |
| 2004 | 52,0 | 63,0  | 25,0  | 4,5 | 7,6 |     |
| 2009 | 51,9 | 64,9  | 27,4  | 7,8 |     |     |
| 2014 | 49,0 | 66,1  | 26,6  | 7,4 |     |     |
| 2019 | 61,6 | 81,2  | 18,8  |     |     |     |
| 2024 | 70,7 | 100,0 |       |     |     |     |

Sitzverteilung
| Jahr | Gesamt | WVK | Linke | EV |
| ---- | ------ | --- | ----- | -- |
| 1994 | 9      |     | 8     | 1  |
| 1999 | 10     | 6   | 4     |    |
| 2004 | 7      | 5   | 2     |    |
| 2009 | 7      | 5   | 2     |    |
| 2014 | 7      | 5   | 2     |    |
| 2019 | 7      | 6   | 1     |    |
| 2024 | 7      | 7   |       |    |

### Schwarzkollm
Stimmenanteile der Parteien in Prozent
| Jahr | Wbt. | WVS  | CDU      | WV FFWS | SPD      |
| ---- | ---- | ---- | -------- | ------- | -------- |
| 1999 | 67,0 | 62,4 | 22,5     |         | 15,1     |
| 2004 | 57,1 | 60,1 | 0019,966 |         | 0019,966 |
| 2009 | 55,8 | 51,4 | 34,7     | 13,9    |          |
| 2014 | 51,8 | 77,2 | 22,8     |         |          |

Sitzverteilung
| Jahr | Gesamt | WVS | CDU | WV FFWS | SPD |
| ---- | ------ | --- | --- | ------- | --- |
| 1999 | 10     | 7   | 2   |         | 1   |
| 2004 | 7      | 5   | 1   |         | 1   |
| 2009 | 7      | 4   | 2   | 1       |     |
| 2014 | 7      | 6   | 1   |         |     |

### Zeißig
Stimmenanteile der Parteien in Prozent
| Jahr | Wbt. | WVZ  | SVZ  | Linke | FFWZ | CDU  | JZ   | KVZ | LFK  | LFF  | SPD |
| ---- | ---- | ---- | ---- | ----- | ---- | ---- | ---- | --- | ---- | ---- | --- |
| 1999 | 64,8 |      |      | 26,9  |      | 14,7 | 14,1 | 9,9 | 14,6 | 13,4 | 6,3 |
| 2004 | 58,1 |      | 30,6 | 23,3  | 11,7 | 19,2 | 9,8  | 5,4 |      |      |     |
| 2009 | 51,5 |      | 47,4 | 22,9  | 19,4 | 10,2 |      |     |      |      |     |
| 2014 | 54,0 |      | 88,7 |       |      | 11,3 |      |     |      |      |     |
| 2019 | 68,5 |      | 99,9 |       |      |      |      |     |      |      |     |
| 2024 | 80,4 | 99,3 |      |       |      |      |      |     |      |      |     |

Sitzverteilung
| Jahr | Gesamt | WVZ | SVZ | Linke | FFWZ | CDU | LFK | JZ | LFF | KVZ |
| ---- | ------ | --- | --- | ----- | ---- | --- | --- | -- | --- | --- |
| 1999 | 10     |     |     | 3     |      | 2   | 2   | 1  | 1   | 1   |
| 2004 | 7      |     | 3   | 2     | 1    | 1   |     |    |     |     |
| 2009 | 6      |     | 4   | 1     | 1    |     |     |    |     |     |
| 2014 | 7      |     | 7   |       |      |     |     |    |     |     |
| 2019 | 7      |     | 7   |       |      |     |     |    |     |     |
| 2024 | 7      | 7   |     |       |      |     |     |    |     |     |